# Pieter Jan Bijleveld (1859-1943)
Pieter Jan Bijleveld (Arnhem, 11 augustus 1859 – Haarlem, 10 september 1943) was een Nederlands rechter.

## Leven en werk
Mr. Bijleveld was een zoon van de advocaat mr. Cornelis Gerrit Bijleveld en Catharina Wilhelmina Broers. Na de middelbare school ging hij in navolging van zijn vader rechtsgeleerdheid studeren aan de Universiteit Leiden. Hij promoveerde op 4 juli 1883 tot doctor in de rechtswetenschap op het proefschrift Artikel 293 Wetboek van Strafrecht. Bijleveld begon zijn carrière als jurist te Arnhem en Amsterdam. In 1888 werd hij benoemd tot substituut-griffier bij de arrondissementsrechtbank in Amsterdam en in 1894 volgde daar zijn benoeming tot rechter. In 1906 werd hij raadsheer bij het Gerechtshof Amsterdam en in 1912 werd hij daar vicepresident. In de zomer van 1924 volgde zijn benoeming tot president van dat gerechtshof wat hij tot 1928 zou blijven.
Op 1 september 1892 trouwde Bijleveld te Arnhem met Theodora Maria Bernardina Justina Groneman, dochter van Isaäc Groneman. Hij overleed in 1943 te Haarlem.

## Publicaties
- Art. 293 Wetboek van Strafrecht (Levensberoving op uitdrukkelijk en ernstig verlangen van het slachtoffer), proefschrift Leiden, 1883
- De Geldersche Broederschap in het O. van Arnhem gedurende de eerste eeuw van haar bestaan, 1786-17 Februari-1886, Arnhem, Van der Zande, 1886